# Cymadusa aungtonyae
Cymadusa aungtonyae is een vlokreeftensoort uit de familie van de Ampithoidae. De wetenschappelijke naam van de soort is voor het eerst geldig gepubliceerd in 2002 door Peart.